# Lorette (Loire)
Lorette település Franciaországban, Loire megyében. Lakosainak száma 4896 fő (2022. január 1.). Lorette Cellieu, Farnay, La Grand-Croix, Rive-de-Gier, Genilac és Saint-Paul-en-Jarez községekkel határos.

## Népesség
A település népességének változása:
| Lakosok száma | 4967 | 5094 | 5082 | 4536 | 4730 | 4724 | 4700 | 4716 | 4746 | 4896 |
|               | 1968 | 1982 | 1990 | 2006 | 2013 | 2015 | 2017 | 2019 | 2020 | 2022 |